# Sylvain Kassap

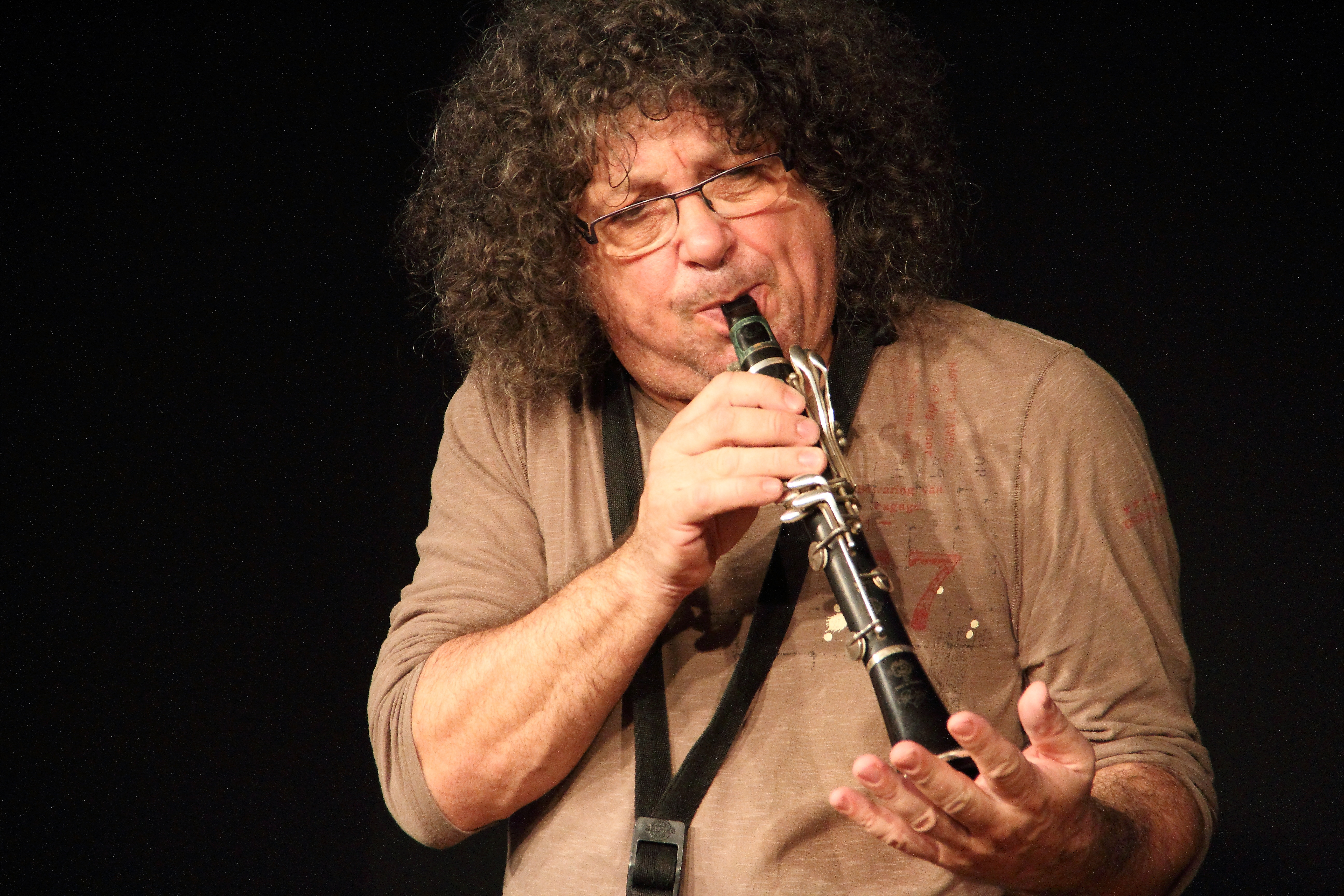
Mit dem East-West Trio im KULT Niederstetten, 2017

Sylvain Kassap  (* 1. Oktober 1956 in Villemomble) ist ein französischer Musiker (Klarinetten, Altsaxophon, Perkussion, Keyboards,  Komposition) im Bereich des Creative Jazz und der Neuen Musik. 

## Wirken
Sylvain Kassap studierte Musikwissenschaft, spielte in dieser Zeit mit Claude Barthélemy, Michel Portal sowie Bernard Vitet, schloss seine Studien 1977 ab und arbeitete dann mit Musikern wie John Surman/Barre Phillips/Stu Martin. Später gründete die Formation Molto Mobile und arbeitete außerdem mit François Tusques sowie ab 1980 mit Günter Sommer. 1985 gründete er das Ensemble Saxifrages! mit Claude Barthélemy. Im Laufe seiner Karriere arbeitete er auch mit Phil Minton, Sam Rivers (Eight Day Journal, 1998), Yves Robert, Michel Godard, Philippe Deschepper, Bruno Chevillon, Jacques Mahieux, Eddy Louiss, Steve Lacy, Joe McPhee, Tony Coe, Okay Temiz, dem Trio des Clarinettes und Anthony Ortega, aber auch mit Marcel Azzola zusammen. Im Jahr 2006 spielte er mit seinem Quartett aus Didier Petit (Cello), Arnauld Cuisinier (Bass) und Edward Perraud (Perkussion) auf dem Jazzfestival in Brügge; 2008 trat er im Wyatt-Projekt von John Greaves und Hélène Labarrière auf dem 39. Deutschen Jazzfestival Frankfurt auf.
Kassap betätigte sich auch als Komponist von Filmmusik, etwa für die Filme Vaudeville (1986) und  Grand Guignol von Jean Marbœuf und von Musik für Tanz und Theater. Als Interpret neuer Musik spielte er Werke von Luciano Berio, John Cage, Luc Ferrari, Jacques Rebotier, François Rossé und Karlheinz Stockhausen ein und gehört zum Ensemble Ars Nova und zum Ensemble Laborinthus. Mit Didier Petit und Xu Fengxia bildet er seit 2010 das frei improvisierende East-West Trio.
Kassap vereint in seinem Stil vielfältige Einflüsse von  Free Jazz über die Imaginäre Folklore bis hin zu traditionellen Musikrichtungen des Balkans oder außereuropäischer Regionen.

## Diskographische Hinweise
- Foehn (Solo, 1986)
- Günter Baby Sommer/Sylvain Kassap/Didier Levallet Cordes sur Ciel (1990)
- Sylvain Kassap &  Benjamin Duboc: Le Funambule (2019)
- Octobres (RogueArt, 2022)